# Odolanów (gemeente)

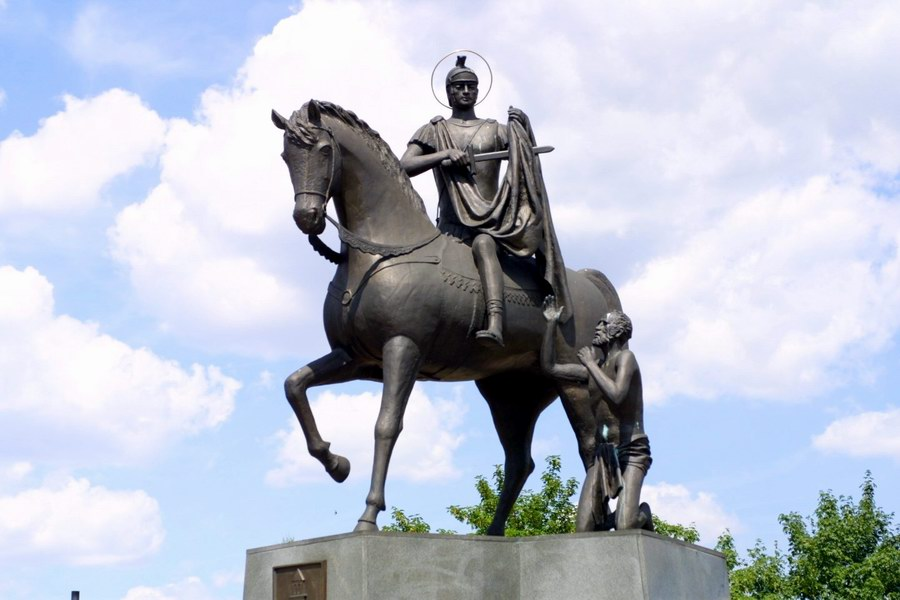
Standbeeld in Odolanów

De gemeente Odolanów is een stad- en landgemeente in het Poolse woiwodschap Groot-Polen, in powiat Ostrowski (Groot-Polen).
De zetel van de gemeente is in Odolanów.
Op 30 juni 2004 telde de gemeente 13 825 inwoners.

## Oppervlakte gegevens
In 2002 bedroeg de totale oppervlakte van gemeente Odolanów 136,03 km², waarvan:
- agrarisch gebied: 71%
- bossen: 21%

De gemeente beslaat 11,72% van de totale oppervlakte van de powiat.

## Demografie
Stand op 30 juni 2004:
| Omschrijving                   | Totaal | Totaal | Vrouwen | Vrouwen | Mannen | Mannen |
| ------------------------------ | ------ | ------ | ------- | ------- | ------ | ------ |
| eenheid                        | aantal | %      | aantal  | %       | aantal | %      |
| inwoners                       | 13 825 | 100    | 6920    | 50,1    | 6905   | 49,9   |
| bevolkingsdichtheid (inw./km²) | 101,6  | 101,6  | 50,9    | 50,9    | 50,8   | 50,8   |

In 2002 bedroeg het gemiddelde inkomen per inwoner 1479,65 zł.

## Administratieve plaatsen (sołectwo)
Baby, Boników, Garki, Gliśnica, Gorzyce Małe, Huta, Kaczory, Nabyszyce, Nadstawki, Raczyce, Świeca (sołectwa: Świeca I en Świeca II), Tarchały Małe, Tarchały Wielkie, Uciechów, Wierzbno.

## Aangrenzende gemeenten
Milicz, Ostrów Wielkopolski, Przygodzice, Sośnie, Sulmierzyce

Stad- en landgemeenten:
Nowe Skalmierzyce · Odolanów · Raszków

Landgemeenten:
Ostrów Wielkopolski (regeringsplaats) · Przygodzice · Sieroszewice · Sośnie